# Il bacio (film 1974)
Il bacio è un film del 1974 diretto da Mario Lanfranchi.
La pellicola è ispirata al romanzo Il bacio d'una morta di Carolina Invernizio.

## Trama
La contessina Elena Rambaldi ha un fratello naturale, Alfonso, odiato dal vecchio conte Rambaldi e bandito dalla sua casa. Il vecchio Conte muore d'infarto il giorno in cui trova teneramente abbracciati Alfonso e la sorella. Elena, erede universale della fortuna di famiglia, conosce casualmente Guido, se ne innamora, lo sposa concedendogli il titolo di famiglia e lo segue in viaggio di nozze a Venezia. Nella ambigua atmosfera della città lagunare, Guido viene sedotto ed irretito dalla perfida ballerina Nara, bramosa di mettere le mani sul titolo e sul patrimonio dei Rambaldi. Nara non ha difficoltà a far passare per adulterio un incontro clandestino tra Elena e Alfonso che sta per partire per l'America; poi cerca di avvelenare la contessa sotto gli occhi del marito drogato e inconsapevole. Quando però Alfonso va a dare l'ultimo bacio alla sorella, già deposta nella bara, scopre che è viva e la riporta a Venezia. Guido inizia ad avere delle fugaci apparizioni della presunta morta, si pente del malfatto e si allontana da Nara, che si vendica portandolo in tribunale. Il processo finirebbe male per il conte se non si presentasse Elena in persona a svelare il mistero.